# Gilles Joubert

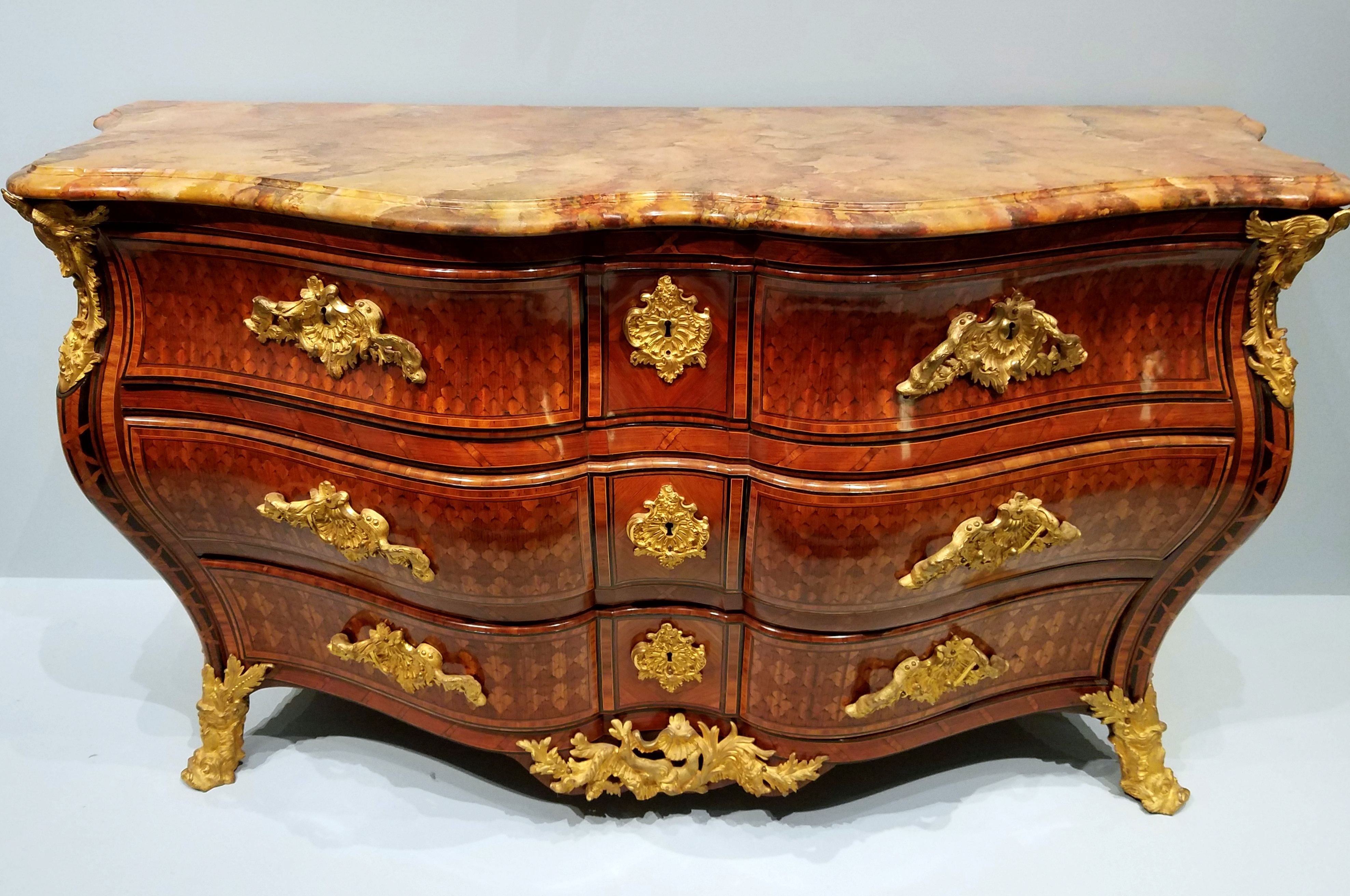
Komoda Gilles’a Jouberta (ok. 1735)

Gilles Joubert  (ur. 1689 w Paryżu, zm. 14 października 1775 tamże) – francuski ebenista, reprezentant stylu Ludwika XV.
Działał w Paryżu. Dzięki poparciu markizy de Pompadour w 1748 r. rozpoczął pracę dla Garde Meuble de la Couronne. W 1763 został królewskim ebenistą w miejsce Jean-François'a Oebena. Jego następcą w roku 1774 został Jean Henri Riesener. Z całej twórczości artysty zachowało się stosunkowo niewiele egzemplarzy, rozproszonych przede wszystkim po zbiorach prywatnych. W Bibliotece Narodowej Francji znajdują się dwie szafki kątowe wykładane drewnem fiołkowym oraz zdobione złoconymi brązami.